# Ertuğrul Apakan

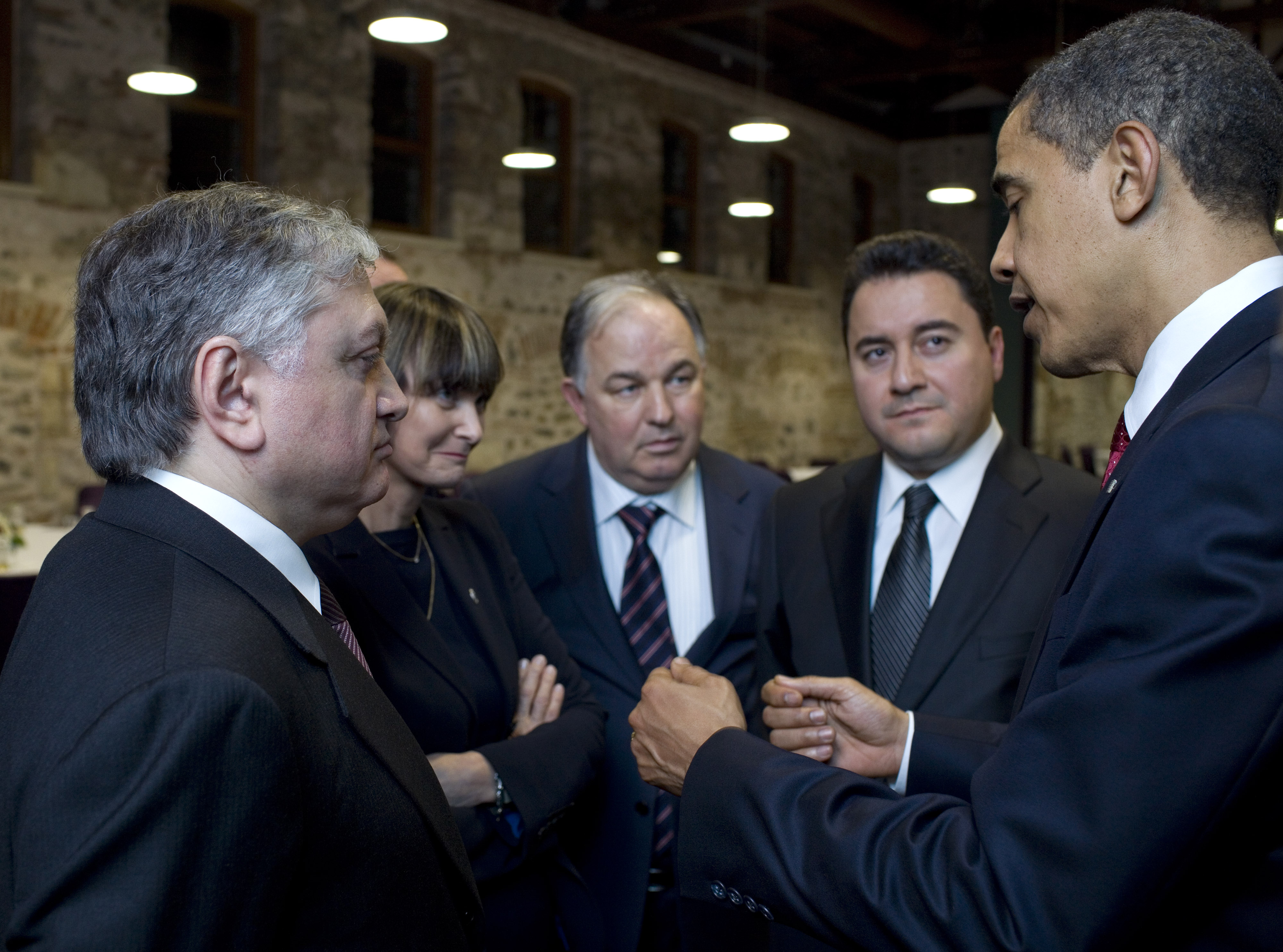
Von links: Der armenische Außenminister Edward Nalbandjan, die Schweizer Bundesrätin Micheline Calmy-Rey, Ertuğrul Apakan, der türkische Außenminister Ali Babacan und US-Präsident Barack Obama

Ertuğrul Apakan (* 1947 in Izmir-Bornova) ist ein türkischer Diplomat und ehemaliger ständiger Vertreter der Türkei bei den Vereinten Nationen.

## Biografie
Nach seinem Eintritt in den diplomatischen Dienst 1971 stieg Apakan 1996 zum Botschafter in der Türkischen Republik Nordzypern auf. Danach wurde er als ausgewiesener Fachmann im Jahre 2000 Generaldirektor für zypriotische und griechische Angelegenheiten im Außenministerium. In dieser Funktion erfolgte 2004 auch seine Ernennung zum stellvertretenden Unterstaatssekretär.
Im Anschluss wurde er im Dezember 2006 von Präsident Ahmet Necdet Sezer zum Unterstaatssekretär im Außenministerium ernannt. In dieser Funktion unterzeichnete er am 6. Dezember 2007 mit dem Botschafter der Bundesrepublik Deutschland in der Türkei, Eckart Cuntz, eine Vereinbarung über die Gründung einer deutsch-türkischen Universität in Istanbul. Darüber hinaus nahm er als Unterstaatssekretär zusammen mit Außenminister Ali Babacan Anfang Juni 2009 an einem Treffen mit dem armenischen Außenminister Edward Nalbandjan in Istanbul teil, das auf Vermittlung der Schweizer Außenministerin Micheline Calmy-Rey zustande kam und der Beilegung von Streitigkeiten und der Normalisierung der Beziehungen beider Länder dienen sollte.
Wenige Wochen später wurde er nach Bestätigung durch den türkischen Ministerrat am 29. Juni 2009 als Nachfolger von Baki İlkin Ständiger Vertreter der Türkei bei den Vereinten Nationen. Apakans Nachfolger als Unterstaatssekretär wurde Botschafter Feridun Sinirlioğlu, der bisherige stellvertretender Unterstaatssekretär für Angelegenheiten des Mittleren Ostens, der zugleich eine Schlüsselrolle bei Gesprächen zwischen Israel und Syrien spielte. Am 28. August 2009 wurde er dann vom Generalsekretär der Vereinten Nationen, Ban Ki-moon, im Rahmen der Überreichung des Beglaubigungsschreibens erstmals empfangen.
2012 wurde Apakan durch Yaşar Halit Çevik abgelöst.